# مارتین لینز
مارتین لینز (انگلیسی: Martin Lynes؛ زادهٔ ۱۲ ژوئیهٔ ۱۹۶۷) هنرپیشه اهل استرالیا است.
از فیلم‌ها یا برنامه‌های تلویزیونی که وی در آن نقش داشته‌است می‌توان به پرستاران اشاره کرد.